# Polyptychus
Polyptychus este un gen de molii din familia Sphingidae. 
Anvergura speciilor variază între 65 – 120 mm.

## Specii
- Polyptychus affinis - Rothschild & Jordan, 1903
- Polyptychus andosa - (Walker 1856)
- Polyptychus anochus - Rothschild & Jordan 1906
- Polyptychus aurora - Clark 1936
- Polyptychus baltus - Pierre 1985
- (Polyptychus barnsi) - Clark 1926
- Polyptychus baxteri - Rothschild & Jordan 1908
- Polyptychus bernardii - Rougeot 1966
- Polyptychus carteri - (Butler, 1882)
- Polyptychus chinensis - Rothschild & Jordan, 1903
- Polyptychus claudiae - Brechlin, Kitching & Cadiou, 2001
- Polyptychus coryndoni - Rothschild & Jordan 1903
- Polyptychus dentatus- (Cramer, 1777)
- Polyptychus distensus - Darge 1990
- Polyptychus enodia - (Holland 1889)
- Polyptychus girardi - Pierre 1993
- Polyptychus herbuloti - Darge 1990
- Polyptychus hollandi - Rothschild & Jordan 1903
- Polyptychus lapidatus - Joicey & Kaye 1917
- Polyptychus murinus - Rothschild 1904
- Polyptychus nigriplaga - Rothschild & Jordan 1903
- Polyptychus orthographus - Rothschild & Jordan 1903
- Polyptychus paupercula - Holland 1889
- Polyptychus pierrei - Kitching & Cadiou, 2000
- Polyptychus potiendus - Darge 1990
- Polyptychus retusus - Rothschild & Jordan, 1908
- Polyptychus rougeoti - Carcasson 1968
- Polyptychus sinus - Pierre 1985
- Polyptychus thihongae - Bernardi 1970
- Polyptychus trilineatus - Moore, 1888
- Polyptychus trisecta - (Aurivillius 1901)
- Polyptychus wojtusiaki - Pierre, 2001